# Hiermont
Hiermont település Franciaországban, Somme megyében. Lakosainak száma 152 fő (2022. január 1.). Hiermont Auxi-le-Château, Bernâtre, Conteville és Maison-Ponthieu községekkel határos.

## Népesség
A település népességének változása:
| Lakosok száma | 140  | 147  | 153  | 150  | 151  | 153  | 152  | 152  | 152  |
|               | 2013 | 2015 | 2016 | 2017 | 2018 | 2019 | 2020 | 2021 | 2022 |